# Kosmos 105
Kosmos 105 (ros. Космос 105) – radziecki satelita rozpoznawczy; trzydziesty czwarty statek serii Zenit-2 (29. statek na orbicie) programu Zenit, którego konstrukcję oparto na załogowych kapsułach Wostok.